# TV3 (Литва)
TV3 — литовский коммерческий телеканал, ориентирован на местную аудиторию. Основан в 1993 году, с 1997 по 2017 год он принадлежал шведскому медиахолдингу «Modern Times Group» (иногда анонсировался как Viasat 3'). В 2017 году MTG продал 100 % акций своих балтийских телеканалов и радиостанций компании «Providence Equity Partners» за 115 млн. евро.
Программная сетка TV3 включает как собственные программы, так и купленные сериалы, среди которых «Симпсоны», «C.S.I.: Место преступления Майами», «C.S.I.: Место преступления», «C.S.I.: Место преступления Нью-Йорк», «Аббатство Даунтон», «Месть», «Контакт» и «Белый воротничок». Оригинальное программирование включает фильмы и передачи про образ жизни, а также фактические и новостные программы. Также телеканал транслирует литовские версии «The X Factor» и «Secret Story».